# Quick Step/Saison 2010
Dieser Artikel listet Erfolge und Mannschaft des Radsportteams Quick Step in der Saison 2010 auf.

## Saison 2010

### Erfolge in der UCI WorldTour
In den Rennen der Saison 2010 der UCI WorldTour gelangen die nachstehenden Erfolge.
| Datum         | Rennen                         | Fahrer           |
| ------------- | ------------------------------ | ---------------- |
| 11. März      | 2. Etappe Tirreno–Adriatico    | Tom Boonen       |
| 26. März      | 4. Etappe Katalonien-Rundfahrt | Davide Malacarne |
| 10. Mai       | 3. Etappe Giro d’Italia        | Wouter Weylandt  |
| 13. Mai       | 5. Etappe Giro d’Italia        | Jérôme Pineau    |
| 05. Juli      | 2. Etappe Tour de France       | Sylvain Chavanel |
| 10. Juli      | 7. Etappe Tour de France       | Sylvain Chavanel |
| 12. September | 15. Etappe Vuelta a España     | Carlos Barredo   |

### Erfolge in des UCI Continental Circuits
In den Rennen des UCI Continental Circuits gelangen die nachstehenden Erfolge.

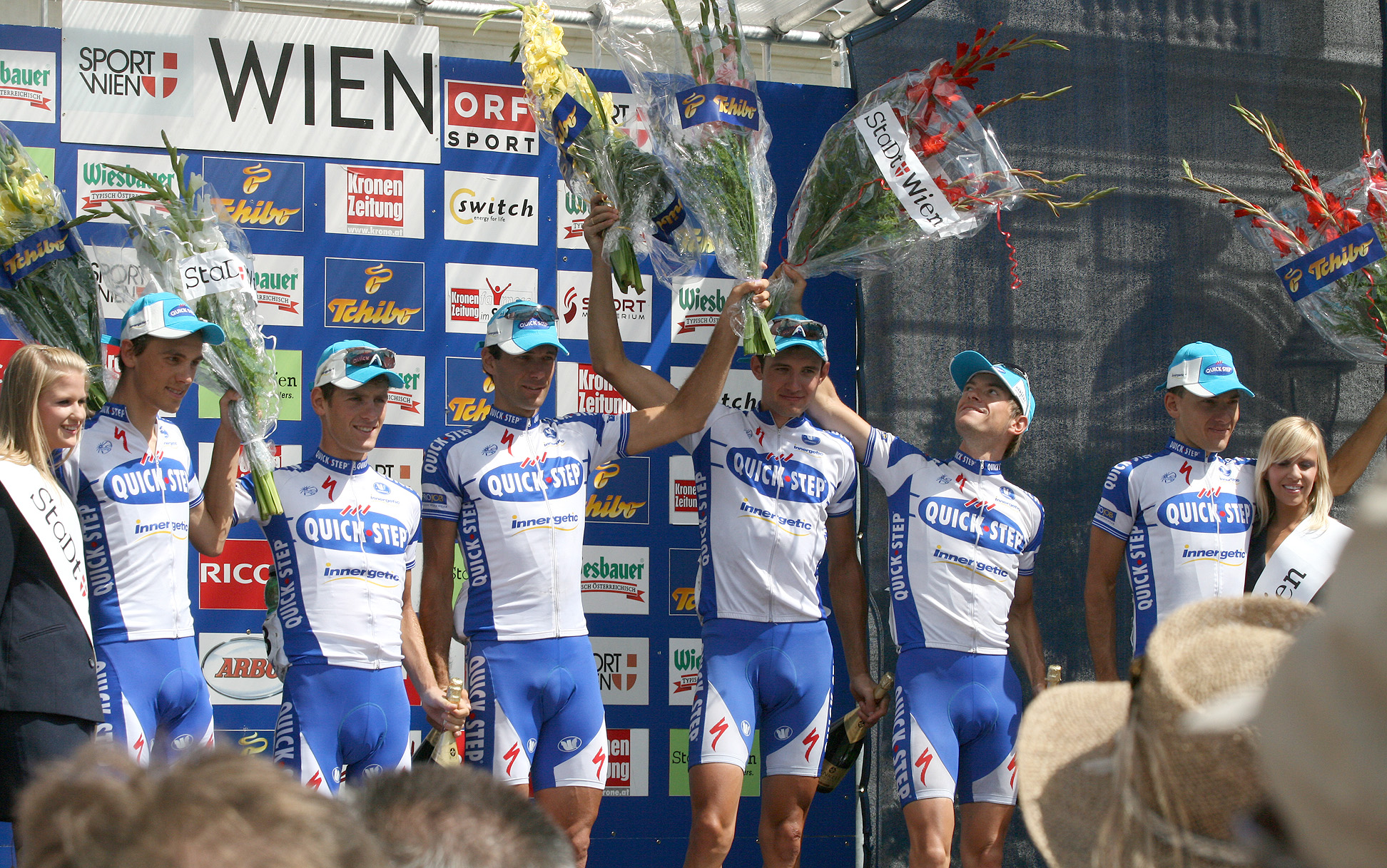
Das Team Quick Step, Sieger der Mannschaftswertung der Österreich-Rundfahrt 2009

| Datum       | Rennen                                         | Kat. | Fahrer              |
| ----------- | ---------------------------------------------- | ---- | ------------------- |
| 9. Februar  | 3. Etappe Tour of Qatar                        | 2.1  | Tom Boonen          |
| 11. Februar | 5. Etappe Tour of Qatar                        | 2.1  | Tom Boonen          |
| 18. Februar | 5. Etappe Tour of Oman                         | 2.1  | Tom Boonen          |
| 26.–30. Mai | Gesamtwertung Belgien-Rundfahrt                | 2.HC | Stijn Devolder      |
| 23. Juni    | Halle–Ingooigem                                | 1.1  | Jurgen Van De Walle |
| 25. Juni    | Belarussische Meisterschaft – Einzelzeitfahren | NC   | Branislau Samojlau  |
| 27. Juni    | Belgische Meisterschaft – Straßenrennen        | NC   | Stijn Devolder      |
| 15. August  | Belgische Meisterschaft – Einzelzeitfahren     | NC   | Stijn Devolder      |
| 3. Oktober  | 4. Etappe Circuit Franco-Belge                 | 2.1  | Wouter Weylandt     |
| 10. Oktober | Gran Premio Beghelli                           | 1.1  | Dario Cataldo       |

### Zugänge – Abgänge
| Zugänge        | Team 2009                  | Abgänge            | Team 2010           |
| -------------- | -------------------------- | ------------------ | ------------------- |
| Nikolas Maes   | Topsport Vlaanderen        | Allan Davis        | Astana              |
| Andreas Stauff | Team Kuota-Indeland        | Sébastien Rosseler | Team RadioShack     |
| Iljo Keisse    | Topsport Vlaanderen (2008) | Dominique Cornu    | Skil-Shimano        |
|                |                            | Hubert Schwab      | Vorarlberg-Corratec |
|                |                            | Steven de Jongh    | Karriereende        |

### Mannschaft
| Name                     | Geburtstag               | Nationalität |              |
| ------------------------ | ------------------------ | ------------ | ------------ |
| Carlos Barredo           | 5. Juni 1981             | Spanien      |              |
| Tom Boonen               | 15. Oktober 1980         | Belgien      |              |
| Dario Cataldo            | 17. März 1985            | Italien      |              |
| Sylvain Chavanel         | 30. Juni 1979            | Frankreich   |              |
| Kevin De Weert           | 27. Mai 1982             | Belgien      |              |
| Dries Devenyns           | 22. Juli 1983            | Belgien      |              |
| Stijn Devolder           | 29. August 1979          | Belgien      |              |
| Addy Engels              | 16. Juni 1977            | Niederlande  |              |
| Mauro Facci              | 11. Mai 1982             | Italien      |              |
| Kurt Hovelijnck          | 2. Juni 1981             | Belgien      |              |
| Kevin Hulsmans           | 11. April 1978           | Belgien      |              |
| Iljo Keisse              | 21. Dezember 1982        | Belgien      |              |
| Andrej Kunizki           | 2. Juli 1984             | Belarus      |              |
| Thomas Kvist             | 18. August 1987          | Dänemark     |              |
| Nikolas Maes             | 9. April 1986            | Belgien      |              |
| Davide Malacarne         | 11. Juli 1987            | Italien      |              |
| Jérôme Pineau            | 2. Januar 1980           | Frankreich   |              |
| Francesco Reda           | 19. November 1982        | Italien      |              |
| Branislau Samojlau       | 25. Mai 1985             | Belarus      |              |
| Kevin Seeldraeyers       | 12. September 1986       | Belgien      |              |
| Andreas Stauff           | 22. Januar 1987          | Deutschland  |              |
| Matteo Tosatto           | 14. Mai 1974             | Italien      |              |
| Jurgen Van De Walle      | 9. Februar 1977          | Belgien      |              |
| Kevin Van Impe           | 19. April 1981           | Belgien      |              |
| Marco Velo               | 9. März 1974             | Italien      |              |
| Wouter Weylandt          | 27. September 1984       | Belgien      |              |
| Maarten Wijnants         | 13. Mai 1982             | Belgien      |              |
| Stagiaires               | Stagiaires               | Nationalität | Nationalität |
| Frédérique Robert        | Frédérique Robert        | Belgien      |              |
| Guillaume Van Keirsbulck | Guillaume Van Keirsbulck | Belgien      |              |

## Trikot

2010